# Будинок Ради робітничих, селянських та солдатських депутатів

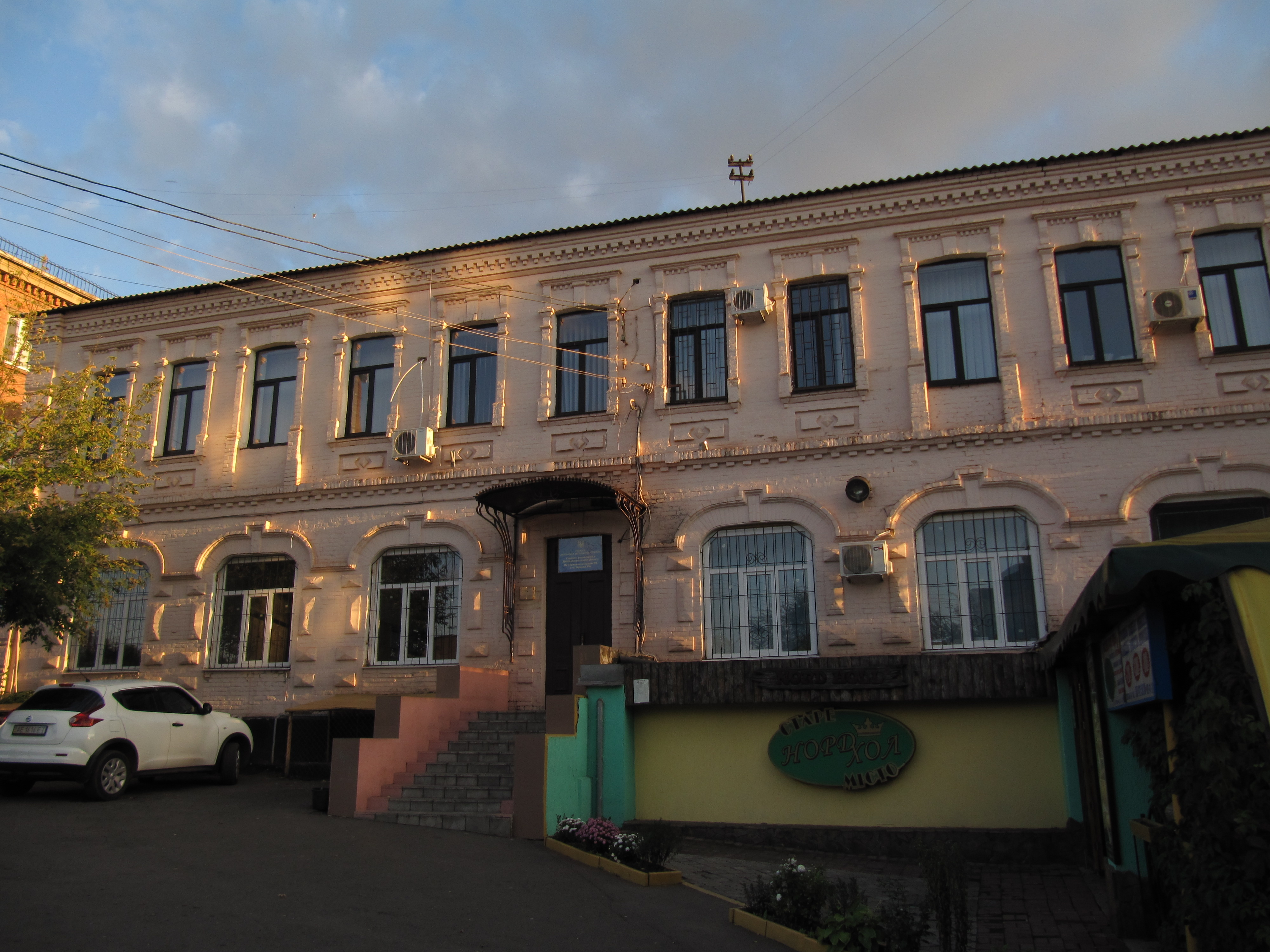

Будинок, в якому засідала Рада робітничих, селянських та солдатських депутатів 1917-1918 рр (готель "Петроградський"). – пам'ятка у Кривому Розі, взята на облік в 1970 р. Знаходиться в Центрально-Міському районі, вул. Олександра Поля (Жовтнева), 12.

## Готель Петроградський
Будівля збудована наприкінці ХІХ ст. 

## Магазин Перевєрзєва
У приміщенні з 1913 р. діяв магазин Семена Петровича Переверзєва.

## Рада робітничих, селянських і солдатських депутатів
У березні 1917 р. були створені у Кривому Розі Рада робітничих і солдатських депутатів та Рада селянських депутатів. 
Депутати Ради селянських депутатів створили Волосний виконком, до складу якого увійшло 34 особи, з перевагою есерів і сільської буржуазії. Свої засідання проводили частіше по вулиці Базарній (сучасна Олександра Поля, колишня Жовтнева) у приміщенні готелю «Петроградський».
У травні 1917 року у приміщенні Комерційного училища відбулося об’єднання двох рад, у зв’язку з чим й перейменували нову структуру у Криворізьку Рада робітничих, селянських і солдатських депутатів. 
У січні 1918 р. загони Червоної гвардії розігнали Криворізьку Раду робітничих, селянських і солдатських депутатів, яку очолювали місцеві есери і соціал-демократи. 
В кінці січня 1918 р. Криворізька Рада відновила діяльність. Головою було обрано П. В. Геруцького. У лютому 1918 р. до складу Криворізької Ради увійшли більшовики та анархісти.
В кінці березня 1918 р. була розпущена у зв’язку з окупацією Кривого Рогу австро-німецькими військами.
Таким чином, в приміщенні готелю «Петроградський» в 1917-1918 роках відбувалися засідання Криворізької Ради робітничих, селянських і солдатських депутатів. 

## Адміністративна споруда
В 1919 р. у приміщенні споруди діяв Повітовий комітет Криворізької ради, з 1923 р. – виконавчий комітет рад Криворізької округи.

## Житловий будинок
Після Другої світової війни будинок перетворено на житловий. З початком 1980-х рр. - офіси та кафе.

## Пам’ятка
У 1967 р. відповідно до Постанови Криворізького виконкому від 05.02.1965 р. було встановлено на фасаді меморіальна дошка з білого мармуру. 
За рішенням Дніпропетровського облвиконкому від 08.08.1970 р. № 618 будівля була взята на облік (№ 1690). 

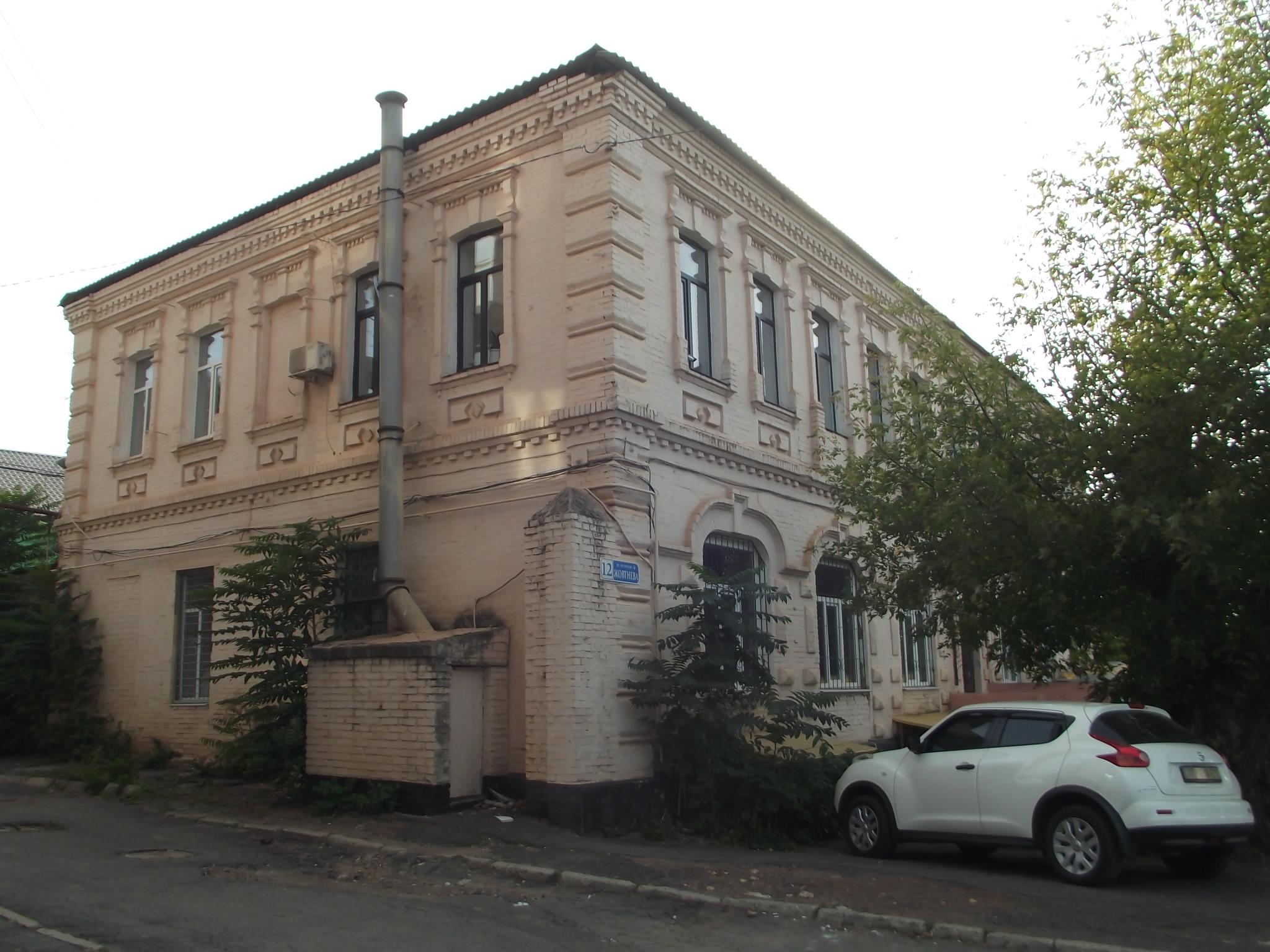

Будівля двоповерхова, цегляна. Меморіальна дошка з червоного граніту (розмір 0,8х0,6 м) На дошці містився 7-рядковий напис українською мовою утопленим шрифтом великими та маленькими літерами: «В цьому будинку / в 1917-1918 роках / засідала Криворізька / повітова Рада / робітничих, селянських / і солдатських / депутатів.» Техніка виконання напису – гравіювання, пофарбований у білий колір.